# Tipper Gore
Mary Elizabeth "Tipper" Gore ( née Aitcheson ; nascida em 19 de agosto de 1948) é uma ativista americana defensora de causas sociais que foi a segunda dama dos Estados Unidos de 1993 a 2001. Ela é ex-esposa de Al Gore, a 45a vice-presidente dos Estados Unidos, da qual se separou em 2010.
Em 1985, Gore co-fundou o Parents Music Resource Center (PMRC), que defende o rótulo de capas de lançamentos com linguagem profana, especialmente nos gêneros de heavy metal, punk e hip hop . Ao longo de suas décadas de vida pública, ela defendeu a colocação de rótulos consultivos na música (levando os críticos a chamá-la de censura), conscientização em saúde mental, causas de mulheres, causas de crianças, direitos LGBT e redução da falta de moradia.

## Vida pessoal
Nascida Mary Elizabeth Aitcheson em Washington, DC, Tipper Gore é filha de John Kenneth "Jack" Aitcheson Jr., empresário de encanamento e proprietário da J & H Aitcheson Plumbing Supply  e sua primeira esposa, Margaret Ann. (née Carlson) Odom (que perdeu seu primeiro marido durante a Segunda Guerra Mundial ). Ela recebeu o apelido de "Tipper" por sua mãe, de uma canção de ninar que sua mãe costumava ouvir. Gore cresceu em Arlington, Virginia. A mãe e a avó a criaram depois que os pais se divorciaram.

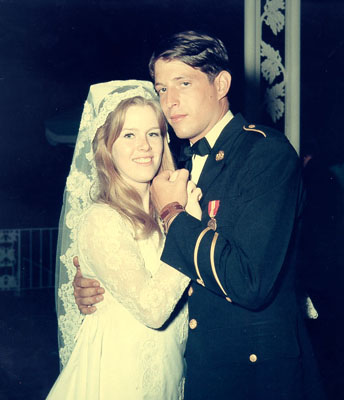
Dia do casamento de Al e Tipper Gore, 19 de maio de 1970, na Catedral Nacional de Washington

Frequentou a St. Agnes (hoje St. Stephen's &amp; St. Agnes School ), uma escola episcopal particular em Alexandria, Virgínia, onde jogou basquete, softbol e hóquei em campo e tocou bateria para uma banda feminina chamada The Wildcats.
Ela conheceu Al Gore em sua formatura em 1965. Embora ela tenha ido ao baile com um de seus colegas de classe, Gore e Tipper começaram a namorar log depois. Quando Al Gore começou a frequentar a Universidade de Harvard, ela se matriculou na Garland Junior College (agora parte da Simmons College ) e depois se transferiu para a Universidade de Boston, recebendo seu bacharelado em psicologia em 1970. Em 19 de maio de 1970, ela e Gore se casaram na Catedral Nacional de Washington .
Gore fez mestrado em psicologia pela George Peabody College da Universidade de Vanderbilt, graduando-se em 1975.

## Carreira
Gore trabalhou meio período como fotógrafa de jornal no The Tennessean de Nashville e continuou como fotógrafa freelancer em Washington depois que seu marido foi eleito para o Congresso dos EUA em 1976.

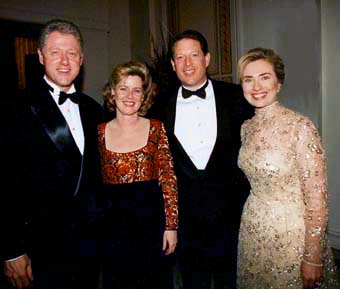
Da esquerda para a direita: Bill Clinton, Tipper Gore, Al Gore, Hillary Clinton

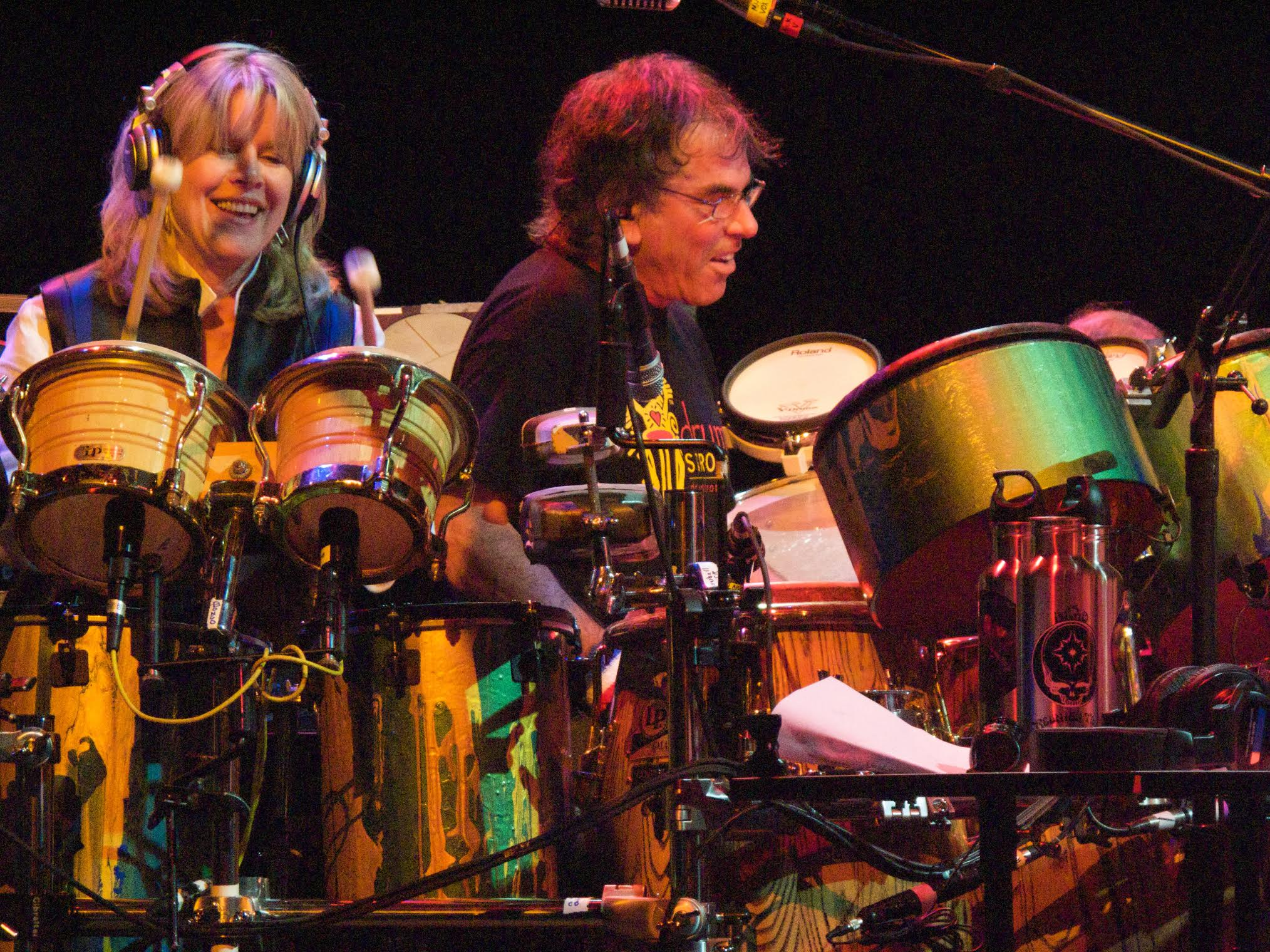
Tipper Gore tocando bateria com Mickey Hart durante uma aparição no The Dead em abril de 2009